# Esperance (hrabstwo Schoharie)
Esperance – wieś w Stanach Zjednoczonych, w stanie Nowy Jork, w hrabstwie Schoharie.